# Esperimento di Ampère
L'esperimento di Ampère è un esperimento compiuto dal francese André-Marie Ampère nel 1820, una settimana dopo esser venuto a conoscenza dell'esperimento di Ørsted. Egli capì che se un conduttore attraversato da corrente elettrica genera un campo magnetico, le forze di questo campo magnetico influenzeranno anche il conduttore stesso.
Ampère collegò due fili conduttori a due diverse batterie e li mise vicini tra di loro. La prima volta li dispose in maniera tale che le correnti avessero la stessa direzione e lo stesso verso e vide che le forze che si creavano attiravano tra loro i fili. La seconda volta invece le correnti avevano la stessa direzione ma verso opposto e notò che le forze diventavano di tipo repulsivo e allontanavano i due fili.
Il modulo della forza che ogni filo esercita su un tratto dell'altro, è dato dalla legge di Ampère: 
{\displaystyle {\vec {F}}={\frac {\mu }{2\pi }}{\frac {i_{1}i_{2}}{r}}l\cdot {\hat {\mathbf {u} }}_{r}}
dove {\displaystyle \mu =\mu _{0}\mu _{r}} è la permeabilità magnetica assoluta, cioè l'attitudine di una sostanza a lasciarsi magnetizzare, con {\displaystyle \mu _{0}} costante di permeabilità magnetica del vuoto mentre il coefficiente adimensionale {\displaystyle \mu _{r}} è la permeabilità magnetica relativa. Si nota quindi che la forza è direttamente proporzionale alle due intensità di corrente ed è inversamente proporzionale alla distanza tra i fili. Con l'esperienza di Ampère era stato possibile definire l'unità di misura dell'intensità della corrente elettrica, infatti l'ampere risultava essere fino al 2019 così definito::
"L'intensità di corrente elettrica che, se mantenuta in due conduttori lineari paralleli, di lunghezza infinita e sezione trasversale trascurabile, posti a un metro di distanza l'uno dall'altro nel vuoto, produce tra questi una forza pari a 2·10−7 N per metro di lunghezza".